# Gianluca Basile
Gianluca Basile (Ruvo di Puglia, 24. siječnja 1975.) talijanski je profesionalni košarkaš. Igra na poziciji bek šutera, a može igrati i razigravača. Trenutačno je član španjolske Regal FC Barcelone. Postao je poznat po svom "šutu iz ničega",  koji zahtjeva puno pripreme i šuterske preciznosti. Takav šut koristi uglavnom iza linije za tricu, s nekih 7 metara udaljenosti od koša. 

## Karijera
Četiri godine proveo je u dresu Reggio Emilije, a čak sedam godina u dresu Fortitudo Bologne. S Fortitudom je osvojio dva naslova talijanskog prvaka, a bio je i kapetan kluba. Od 2005. član je španjolske Regal FC Barcelone. 

## Talijanska reprezentacija
Bio je član talijanske košarkaške reprezentacije koja je na Olimpijskim igrama u Ateni 2004., osvojila srebrnu medalju. S reprezentacijom je još na Europskim prvenstvima u Francuskoj 1999. i Švedskoj 2003., osvojio zlatnu, odnosno srebrnu medalju. 

## Ordeni
- Ufficiale Ordine al Merito della Repubblica Italiana: 2004.[1]

## Vanjske poveznice
- Profil na ACB.com
- Profil na Euroleague.net